# Theodora av Khazariet
Theodora av Khazariet, född på 600-talet, död efter år 711, var en bysantinsk kejsarinna, gift med kejsar Justinianus II.

## Biografi
Theodora var syster till Khazar-khaganen Busir. När Justinianus II avsattes av Tiberius 695 förvisades han till Cherson på Krim, och slöt där allians med hennes bror i Kaukasus. Alliansen beseglades genom ett äktenskap mellan Justinianus och khaganens syster. I samband med vigseln konverterade hon från tengriismen till kristendomen och antog namnet Theodora. Tiberius slöt därefter hemligt förbund med Busir om att tillfångata eller döda Justinianus. Theodora informerades av en av sin brors tjänare och varnade Justinianus, som dödade de som sändes ut för att mörda honom.
År 705 återvann Justinianus tronen med hjälp av bulgar-khanen Tervel. Theodora kvarblev under tiden i Khazariet, där hon födde sonen Tiberius. När Justinianus åter installerat sig på tronen, sände han efter Theodora och sonen. Hans trodde initialt att hans svåger inte skulle släppa dem och sände först en krigsflotta, som dock sjönk. Han sände sedan funktionären Theophylact för att hämta dem. Vid deras ankomst till Konstantinopel krönte han dem till kejsarinna respektive medkejsare. Theodora var den första utländska kejsarinnan i Bysans.
År 711 avsattes och mördades hennes make och hennes son. Theodora själv nämns inte i samband med detta, och en senare källa uppger att hon avled före Justinianus och att det var detta som var orsaken till att det var hennes svärmor Anastasia som (förgäves) försökte skydda parets son. Frånvaron av en kejserlig grav tyder dock på att hon fortfarande var vid liv när Justinianus dödades och att hon, om hon inte dödades under kuppen, återvände till sitt födelseland.